# Sladinac
Sladinac (cyr. Сладинац) – wieś w Serbii, w okręgu braniczewskim, w gminie Golubac. W 2011 roku liczyła 169 mieszkańców.